# الاسم الأعظم
اسم الله الأعظم هو اسم من أسماء الله يؤمن المسلمون أنهم إذا دعوا وسئلوا به أجيبت دعواتهم، اختلف العلماء المسلمون فيه، فمنهم من قال إنه الله ومن قال إنه الرب ومنهم من قال إنه: الحي القيوم.

## تعريفه
ثبت في الأحاديث عن النبي محمد ﷺ أن لله اسما أعظم، إذا سئل به أعطى، وإذا دعي به أجاب، وهو اسم من أسماء الله الحسنى، ولم يرد دليل قطعي في تحديده وتعيينه.
قال الشريف الجرجاني: «الاسم الجامع لجميع الأسماء وقيل: هو الله، لأنه اسم الذات الموصوفة بجميع الصفات، أي المسماة بجميع الأسماء، ويطلقون الحضرة الإلهية على حضرة الذات، مع جميع الأسماء. وعندنا: هو اسم الذات الإلهية، من حيث هي هي، أي المطلقة الصادقة عليها مع جميعها أو بعضها، أو لا مع واحد منها، كقول القرآن: "قل هو الله أحد". «قل هو الله أحد» سورة الإخلاص الآية:1».

## اسم الله الأعظم في السنة النبوية
روي في سنن أبي داود: 
| الاسم الأعظم | أن رسول الله صلى الله عليه وسلم سمع رجلا يقول اللهم إني أسألك بأنك أنت الله الذي لا إله إلا أنت الأحد الصمد الذي لم يلد ولم يولد ولم يكن له كفوا أحد فقال لقد سألت الله بالاسم الذي إذا سئل به أعطى وإذا دعي به أجاب . | الاسم الأعظم |

روي عن أسماء بنت يزيد رضي الله عنهما في   ما رواه أبو داود واللفظ له والترمذي وابن ماجه وقال الترمذي هذا حديث حسن صحيح: 
| الاسم الأعظم | أن النبي صلى الله عليه وسلم قال (اسم الله الأعظم في هاتين الآيتين { وإلهكم إله واحد لا إله إلا هو الرحمن الرحيم } البقرة 163 وفاتحة آل عمران { الم الله لا إله إلا هو الحي القيوم } آل عمران 12 | الاسم الأعظم |

روي عن أنس بن مالك في  سنن النسائي: 
| الاسم الأعظم | قال كنت مع رسول الله (صلى الله عليه وسلّم) جالسا يعني ورجل قائم يصلي فلما ركع وسجد وتشهد دعا فقال في دعائه اللهم اني أسألك بأن لك الحمد لا إله إلا أنت المنان بديع السماوات والأرض يا ذا الجلال والإكرام يا حي يا قيوم إني أسألك فقال النبي لأصحابه تدرون بما دعا قالوا الله ورسوله أعلم قال والذي نفسي بيده لقد دعا الله باسمه العظيم الذي إذا دعي به أجاب وإذا سئل به أعطى. | الاسم الأعظم |

روي عن سنن ابن ماجه أن رسول اللّه ﷺ قال: 
| الاسم الأعظم | أن رسول الله قال: اسم الله الأعظم الذي إذا دعي به أجاب في سور ثلاث البقرة وآل عمران وطه. | الاسم الأعظم |

روي عن  أنس بن مالك في مسند أحمد بن حنبل - وهو حديث صحيح: 
| الاسم الأعظم | قال كنت جالسا مع رسول الله محمد (صلى الله عليه وسلّم) في الحلقة ورجل قائم يصلي فلما ركع وسجد جلس وتشهد ثم دعا فقال اللهم اني أسألك بأن لك الحمد لا إله الا أنت المنان بديع السماوات والأرض ذا الجلال والإكرام يا حي يا قيوم اني أسألك فقال رسول الله أتدرون بما دعا قالوا الله ورسوله أعلم قال والذي نفسي بيده لقد دعا الله باسمه العظيم الذي إذا دعي به أجاب وإذا سئل به أعطى قال عفان دعا باسمه. | الاسم الأعظم |

عَنْ سَعْد بن أبي وقاص، قَالَ: قَالَ رَسُولُ اللَّهِ صَلَّى اللَّهُ عَلَيْهِ وَسَلَّمَ:   دَعْوَةُ ذِي النُّونِ إِذْ دَعَا وَهُوَ فِي بَطْنِ الحُوتِ: لَا إِلَهَ إِلَّا أَنْتَ سُبْحَانَكَ إِنِّي كُنْتُ مِنَ الظَّالِمِينَ، فَإِنَّهُ لَمْ يَدْعُ بِهَا رَجُلٌ مُسْلِمٌ فِي شَيْءٍ قَطُّ إِلَّا اسْتَجَابَ اللَّهُ لَهُ  رواه الترمذي (3505)، والإمام أحمد في "المسند" (3 / 65)، وحسنه محققو المسند، وصححه الشيخ الألباني في "صحيح الترغيب والترهيب" (2 / 282).

## تعيين الاسم الأعظم
اختلف العلماء المسلمون في تحديده وتعيينه إلى أقوال كثيرة، فقد ذكر ابن حجر أربعة عشر قولا سردها في فتح الباري، وذكر البيضاوي في شرح أسماء الله الحسنى نحو ثلاثة عشر قولا، والسيوطي في الدر المنظم (ضمن الحاوي للفتاوى) ذكر عشرين قولا، وذكر الشوكاني في تحفة الذاكرين بأنه اختلف في تعيين الاسم الأعظم على نحو أربعين قولا.
ومن أشهر الأقوال في تعيين الاسم الأعظم ثلاثة:
1. أن الاسم الأعظم هو (الله)، وذلك أنه قد ورد في جميع الأحاديث التي فيها الإشارة إلى الاسم الأعظم، وإلى هذا القول ذهب جمع من علماء المسلمين.[11]
2. أن الاسم الأعظم هو (الحي القيوم) قال ابن القيم: «فإن صفة الحياة متضمنة لجميع صفات الكمال، مستلزمة لها، وصفة القيومية متضمنة لجميع صفات الأفعال، ولهذا كان اسم الله الأعظم الذي إذا دعي به أجاب، وإذا سئل به أعطى: هو اسم الحي القيوم»[12]، وقد ورد هذان الاسمان في أكثر الأحاديث التي فيها إشارة إلى الاسم الأعظم.[13]
3. إن الاسم الأعظم جنس لا يراد به اسم معين؛ وإنما هو كل اسم مفرد أو مقرون مع غيره إذا دل على جميع صفاته الذاتية والفعلية أو دل على معاني جميع الصفات، فالله اسم أعظم، وكذا الصمد، وكذلك الحي القيوم، وكذلك الحميد المجيد، وكذلك الكبير العظيم، وكذلك المحيط.[14]

فهذه الأقوال الثلاثة هي أولى ما قيل في الاسم الأعظم، وهي مسألة اجتهادية لعدم ورود دليل قطعي الدلالة على التعيين يجب أن يصار إليه.
والقول الثالث هو القول الجامع للأقوال لأن اسم الله الأعظم كاسمه الأحسن فجميع أسمائه حسنى فهو اسم جنس بمعنى أن لله أكثر من اسم أعظم وليس اسم أعظم واحد كما أنَّ له أكثر من اسم أحسن وليس اسم أحسن واحد وجميعها حسنى والأسماء العظمى جمع عُبِّرَ عنها بالمفرد كقول الله عزَّ وجلَّ في سورة العصر تعالى إن الإنسان لفي خسر إلا الذين آمنوا وعملوا الصالحات فكلمة الإنسان تشير إلى الجمع وإن كانت في صورة الإفراد ولِما وردَ في حديث الترمذي من رواية سعد بن أبي وقاص رضي الله عنه: {دَعْوَةُ ذِي النُّونِ إِذْ دَعَا وَهُوَ فِي بَطْنِ الحُوتِ: لَا إِلَهَ إِلَّا أَنْتَ سُبْحَانَكَ إِنِّي كُنْتُ مِنَ الظَّالِمِينَ، فَإِنَّهُ لَمْ يَدْعُ بِهَا رَجُلٌ مُسْلِمٌ فِي شَيْءٍ قَطُّ إِلَّا اسْتَجَابَ اللَّهُ لَهُ} وقد صححه الألباني رحمه الله، مما يبين أن جميع الأحاديث التي اقترنت بالإجابة واسم الله الأعظم جاء فيها ذكر التوحيد بعبارة لا إله إلا أنت أو لا إله إلا هو وهذا هو المعنى المشترك بين الأقوال الثلاثة والذي يجتمع في القول الثالث فهو الاسم المقرون بالتوحيد وهو أعظم الثناء على الله فأينما وجد الاسم الأحسن مقرونا بالتوحيد تحقق كونه اسمًا أعظمَ ،
فقد ورد عن النبي صلى الله عليه وسلم أن أفضل الدعاء دعاء يوم عرفة، وفي الموطأ عن طلحة بن عبيد الله بن كريز أن رسول الله صلى الله عليه وسلم قال: أفضل الدعاء دعاء يوم عرفة، وأفضل ما قلت أنا والنبيون من قبلي لا إله إلا الله وحده لا شريك له. وروى الترمذي عن عمرو بن شعيب عن أبيه عن جده أن النبي صلى الله عليه وسلم قال: خير الدعاء دعاء يوم عرفة، وخير ما قلت أنا والنبيون من قبلي لا إله إلا الله وحده لا شريك له له الملك وله الحمد وهو على كل شيء قدير. والحديث حسنه الألباني.
قال في تحفة الأحوذي على سنن الترمذي عند شرح هذا الحديث: ولا يخفى أن عبارة هذا الحديث لا تقتضي أن يكون الدعاء قوله لا إله إلا الله.. إلخ بل المراد أن خير الدعاء ما يكون يوم عرفة أي دعاء كان وقوله وخير ما قلت إشارة إلى ذكر غير الدعاء فلا حاجة إلى جعل ما قلت بمعنى ما دعوت ويمكن أن يكون هذا الذكر توطئة لتلك الأدعية لما يستحب من الثناء على الله قبل الدعاء.

## الدعاء بالاسم الأعظم
المسلم يسأل الله حاجته، ويلح عليه في السؤال، ويحسن الظن به، ويأخذ بأسباب الإجابة، ويتوكل على ربه، ويرضى بما قسم له، وقد وعد بالإجابة لمن دعاه على وجه الإطلاق. قال الله تعالى: ﴿وَقَالَ رَبُّكُمُ ادْعُونِي أَسْتَجِبْ لَكُمْ﴾ [غافر:60]، وهذا دليل قطعي لا مجال للخلاف فيه، والإجابة متحققة بإذن الله عند توفر شروط الدعاء وانتفاء الموانع. ويصدق على كل من دعا الله بالأدعية التي وردت فيها ذكر الاسم الأعظم بأنه قد دعاه باسمه الأعظم؛ لإخبار النبي ﷺ عمن دعا الله بذلك بأنه دعاه باسمه الأعظم الذي إذا سئل به أعطى، وإذا دعي به أجاب، والله وحده ولي التوفيق. والمسلم يدعو الله بأسمائه الحسنى عامة، ويتخير منها ما هو لائق بحاجته ومسألته، وقد قال سبحانه: ﴿وَلِلَّهِ الْأَسْمَاءُ الْحُسْنَى فَادْعُوهُ بِهَا﴾ [الأعراف:180]، وقال عز وجل: ﴿قُلِ ادْعُوا اللَّهَ أَوِ ادْعُوا الرَّحْمَنَ أَيًّا مَا تَدْعُوا فَلَهُ الْأَسْمَاءُ الْحُسْنَى وَلَا تَجْهَرْ بِصَلَاتِكَ وَلَا تُخَافِتْ بِهَا وَابْتَغِ بَيْنَ ذَلِكَ سَبِيلًا ۝١١٠﴾ [الإسراء:110].
قال عبد الرحمن السعدي في تفسيره: «يقول تعالى لعباده: ﴿قُلِ ادْعُوا اللَّهَ أَوِ ادْعُوا الرَّحْمَنَ﴾ [الإسراء:110] أي: أيهما شئتم ﴿أَيًّا مَا تَدْعُوا فَلَهُ الْأَسْمَاءُ الْحُسْنَى﴾ [الإسراء:110]، أي: ليس له اسم غير حسن، حتى ينهى عن دعائه به، فأي اسم دعوتموه به، حصل به المقصود، والذي ينبغي أن يدعى في كل مطلوب، مما يناسب ذلك الاسم".».